# Caleb Fairly
Caleb Fairly, né le 19 février 1987 à Amarillo, est un coureur cycliste américain, professionnel de 2011 à mi-2016.

## Biographie
De 2007 à 2010, Caleb Fairly est membre de l'équipe VMG Racing qui devient par la suite VMG-Felt U23 puis Felt-Holowesko, réserve de 2009 à 2010 de l'équipe professionnelle Garmin-Slipstream puis Garmin-Transitions. En 2010, il remporte le Tour des Bahamas et le Tour of the Battenkill, devant Floyd Landis. Engagé comme stagiaire par l'équipe Garmin-Transitions à partir du mois d'août, il prend la troisième place du Tour de Toscane.
Caleb Fairly devient professionnel en 2011 dans l'équipe américaine HTC-Highroad, qui évolue dans le World Tour. Cette équipe disparaît en fin de saison. Fairly rejoint en 2012 l'équipe continentale professionnelle canadienne SpiderTech-C10. En fin d'année, l'encadrement de l'équipe Spidertech-C10 décide de suspendre l'activité de celle-ci pour l'année 2013, afin de « concentrer [ses] efforts sur l’acquisition du statut WorldTour de l’UCI » en 2014,,. Ainsi, Caleb Fairly, comme ses coéquipiers qui envisageaient de rester chez Spidertech-C10, doit trouver une nouvelle équipe pour 2013. Il est recruté, par l'équipe Garmin-Sharp, qui évolue dans le World Tour.
Il prend sa retraite comme coureur professionnel à l'issue du Tour de Californie 2016.

## Palmarès et classements mondiaux

### Palmarès
- 2010
  - Tour des Bahamas :
    - Classement général
    - 3e étape

  - Tour of the Battenkill
  - 3e du Tour de Toscane

### Résultat sur les grands tours

#### Tour d'Espagne
1 participation
- 2013 : 112e

#### Tour d'Italie
1 participation
- 2015 : 134e

### Classements mondiaux
| Année            | 2011 | 2012 | 2013 | 2014 | 2015 |
| ---------------- | ---- | ---- | ---- | ---- | ---- |
| UCI World Tour   | nc   |      | nc   | nc   | nc   |
| UCI America Tour |      | 361e |      |      |      |
| UCI Europe Tour  |      | nc   |      |      |      |